# Éva Kumpost
Éva Kumpost (* 23. Dezember 1934 in Almásfüzitő; † 20. Dezember 1994 in Budapest) war eine ungarische Keramikerin.

## Leben
Kumpost absolvierte in den 1950er Jahren ein Studium an der Hochschule für Kunstgewerbe (Magyar Iparművészeti Főiskola) bei István Gádor und Miklós Borsos, welches sie 1958 mit dem Diplom abschloss. Ab 1959 arbeitete sie selbständig in ihrem eigenen Atelier. 1960 nahm sie an einer Gruppenausstellung in der Kunsthalle Budapest (Műcsarnok) teil, der weitere im In- und Ausland folgen sollten, unter anderem in Stockholm, London, Erfurt und Moskau. 1961 wurde ihre erste Einzelausstellung im Klub junger Kunstgewerbler in Budapest präsentiert. Bekannt geworden sind ihre humoristischen Keramikfiguren, die inspiriert sind durch die Tradition ungarischer Volkskunst. Daneben fertigte sie großflächige Wandkeramiken und Raumskulpturen an, hauptsächlich für öffentliche Gebäude. 
Viele Werke von Kumpost wurden in die Sammlung des Ungarischen Museums für Kunstgewerbe (Iparművészeti Múzeum) aufgenommen. Mehr als ein Dutzend Keramiken finden sich im öffentlichen Raum in verschiedenen Städten Ungarns. Zudem gibt es Keramikfiguren von ihr im Garten der ungarischen Botschaft in Neu-Delhi.
1973 wurde ihre Arbeit mit dem Mihály-Munkácsy-Preis ausgezeichnet.

## Einzelausstellungen
- 1961 Fiatal Iparművészek Klubja, Budapest
- 1970 Derkovits Terem, Budapest
- 1977 Műcsarnok, Győr
- 1979 Képcsarnok, Pécs
- 1980 Képcsarnok, Balatonfüred
- 1981 Balatonboglári kápolnatárlat, Balatonboglár
- 1982 Gulácsy Terem, Szeged (zusammen mit der Textilkünstlerin Irén Bódy)